# Floris Willem Sloet tot Warmelo

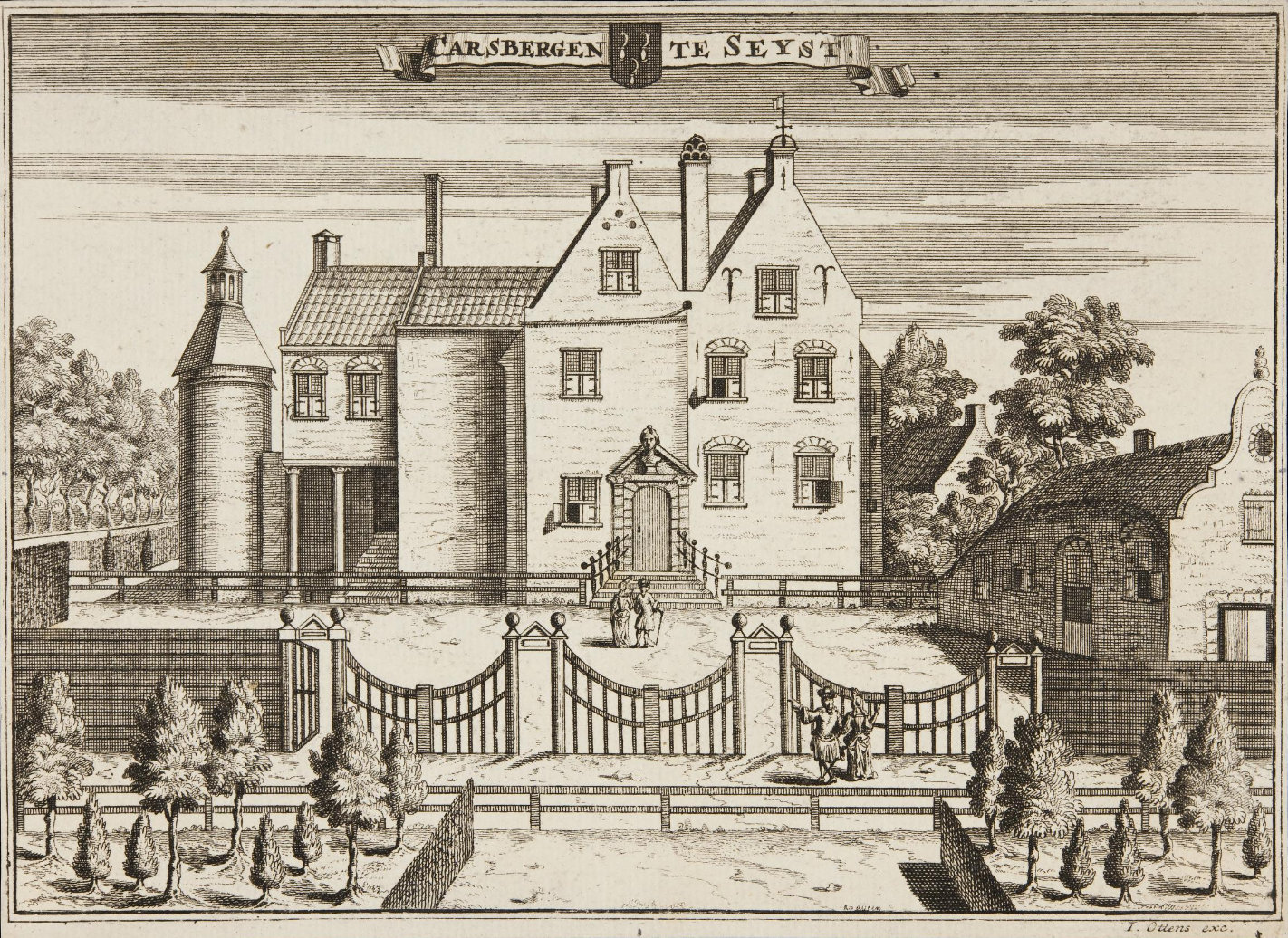
Kersbergen door Jan van Vianen, geboortehuis van Sloet.

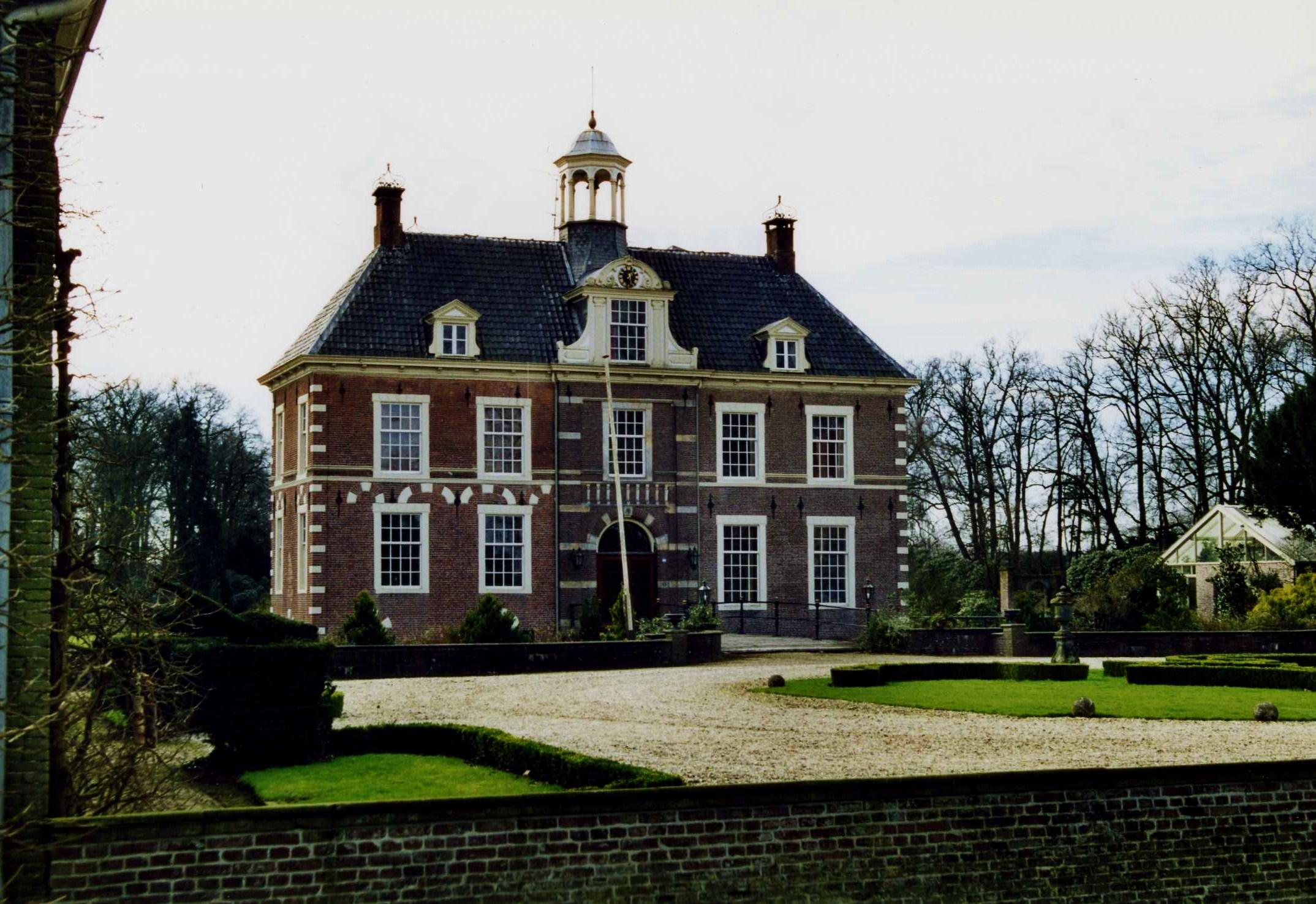
Warmelo in 2012, sterfhuis van Sloet.

Floris Willem baron Sloet 8 oktober 1753 − huis Warmelo, Diepenheim, 30 januari 1838) was een Nederlands politicus. Hij was heer van de havezate Warmelo bij Diepenheim en van de ridderhofstad Kersbergen bij Zeist.

## Biografie
Sloet was een lid van het oud-adellijke geslacht Sloet en een zoon van Arent Sloet (1708-1771), heer van Warmelo en Kersbergen, lid in de Ridderschap van Overijssel, gedeputeerde ter Staten-Generaal, en Florentina Wilhelmina Borre van Amerongen (1718-1777), vrouwe van Kersbergen en Bergestein. Hij trouwde in 1783 met zijn verwante Johanna Catharina Sloet (1760-1832), met wie hij tien kinderen kreeg.
Sloet werd in 1777 toegelaten tot de Ridderschap van Overijssel, hetgeen hij tot de opheffing in 1795 zou blijven; hij was tussen 1780 en 1795 namens de provincie gedeputeerde bij de Staten-Generaal. Na 1795 werd hij ambteloos burger. Tussen 1807 en 1811 was hij kwartierdrost van het arrondissement Almelo, van 1811 tot 1812 onderprefect van het departement Monden van de IJssel. Op 29 en 30 maart 1814 was hij lid van de Vergadering van Notabelen ter stemming over de Grondwet. Bij organiek besluit van 28 augustus 1814 werd hij benoemd in de (nieuwe) Ridderschap van Overijssel waarmee hij het predicaat jonkheer verkreeg; in 1819 volgde erkenning voor hem en zijn nageslacht van de titel van baron(es). In 1814 en 1815 was hij lid van de Staten-Generaal der Verenigde Nederlanden en van 1815 tot zijn overlijden was hij lid van de Eerste Kamer der Staten-Generaal.
In 1815 werd hij lid van de Ridderlijke Duitsche Orde, Balije van Utrecht, waarna hij hetzelfde jaar commandeur werd en in 1834 landcommandeur; die laatste functie bekleedde hij tot zijn overlijden.
Sloet overleed in 1838 op huis Warmelo, op 84-jarige leeftijd.
- Biografisch Portaal: 02064849
- Digitale Bibliotheek voor de Nederlandse Letteren: sloe016
- International Standard Name Identifier: 0000 0003 9499 6357
- Nederlandse Thesaurus van Auteursnamen: 317022296
- Parlement.com: vg09llrqtszf
- Virtual International Authority File: 289620480
- WorldCat: E39PBJbtkXYgdhRxfcfRD7BByd